# Großraumwagen (Eisenbahn)

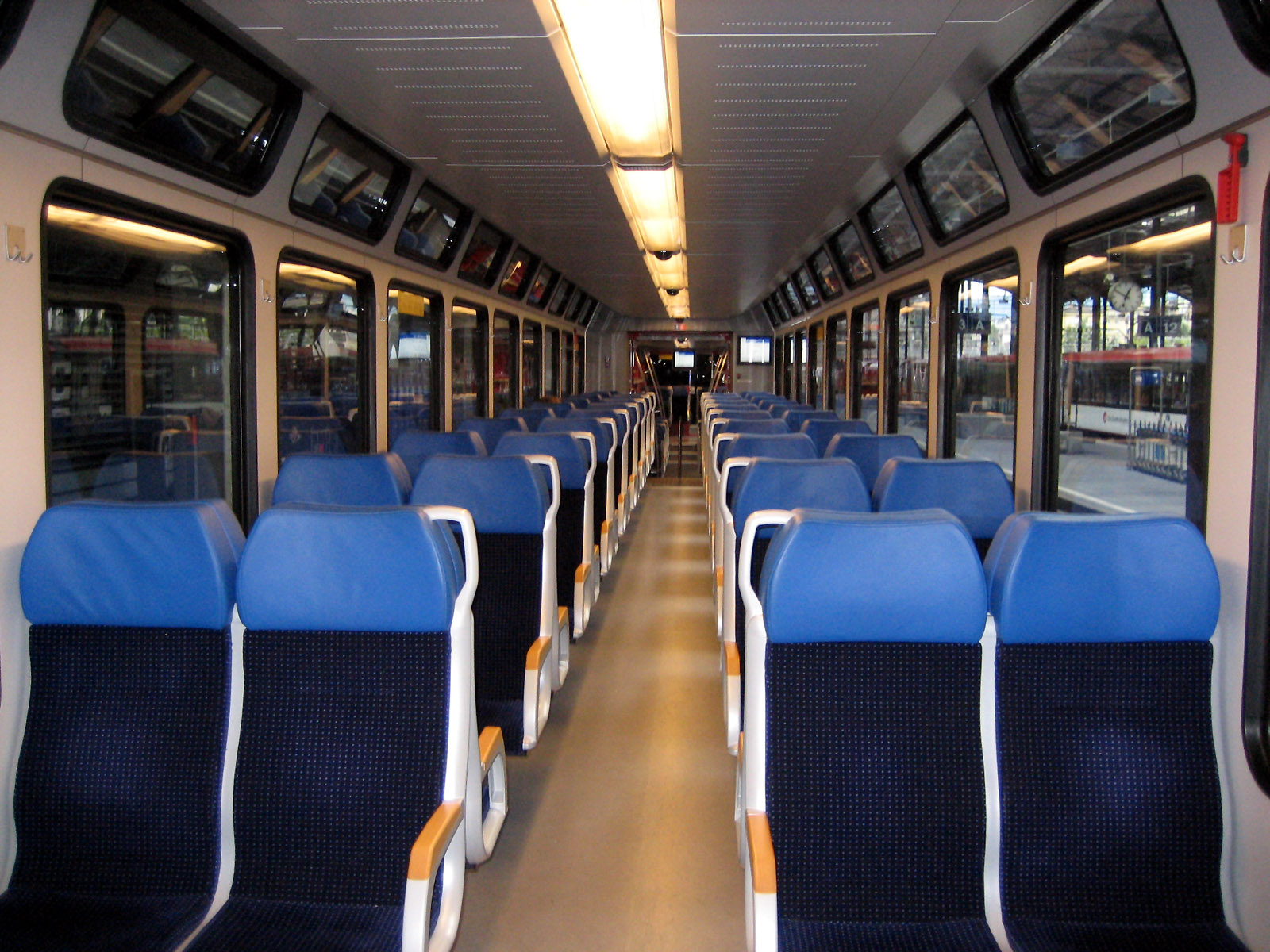
Großraumwagen mit vis-à-vis-Bestuhlung (2. Klasse)

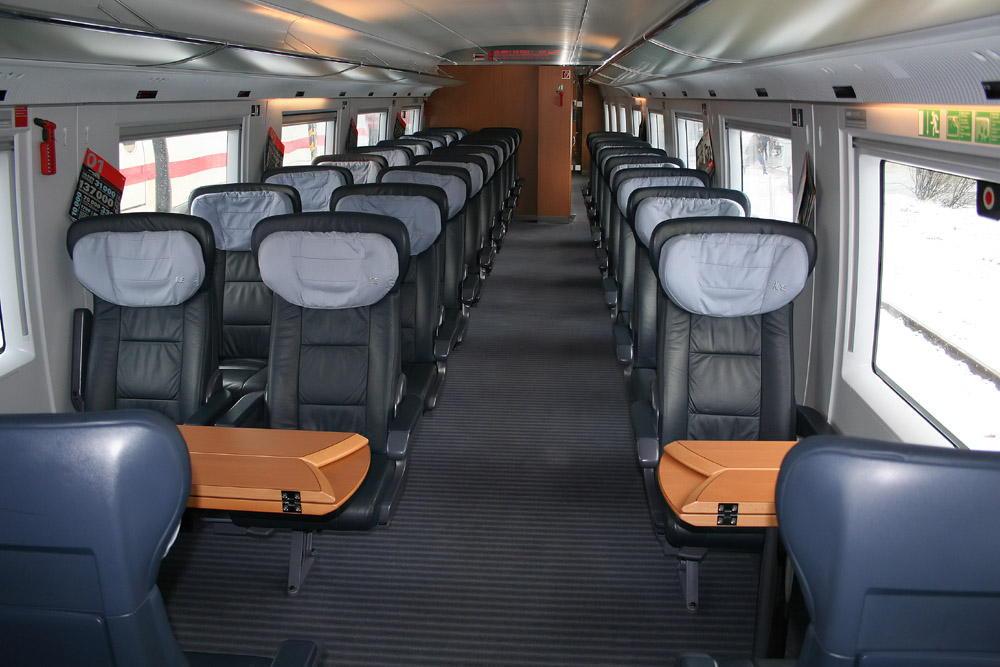
Großraumwagen mit Reihenbestuhlung und Sitzplätzen am Tisch (1. Klasse)

Als Großraumwagen, Mittelgangwagen oder veraltet auch Interkommunikationswagen nach Amerikanischem System werden Durchgangswagen der Eisenbahn bezeichnet, in denen die Sitzplätze in einem oder mehreren Großräumen mit durchgehendem Mittelgang angeordnet sind. Die ersten Großraumwagen entstanden in der ersten Hälfte des 19. Jahrhunderts in den USA; Vorbild für ihre Gestaltung war die Kabine der in Amerika verbreiteten Raddampfer. Die aufgrund ihrer Herkunft ursprünglich als „Personenwagen amerikanischen Systems“ oder „Amerikanerwagen“ bezeichneten Fahrzeuge wurden bald auch von europäischen Bahnen übernommen. Zunächst waren sie vorwiegend im ländlichen Regionalverkehr verbreitet, während im städtischen Nahverkehr und im Fernverkehr überwiegend Abteilwagen dominierten. Einige europäische Bahnen, so z. B. die Schweizerische Nordostbahn oder die Württembergische Staatsbahn, bevorzugten aber von Beginn an Großraumwagen für alle Zugarten. Dies führte dazu, dass im Deutsch-Französischen Krieg von 1870/71 in Sanitätszügen nach ersten Experimenten mit teilweise ungeheizten Güterwagen ausschließlich die württembergischen Wagen für den Transport von Kranken und Verwundeten eingesetzt wurden. Sie waren im Gegensatz zu den badischen Abteilwagen wegen „ihrer Bauart in besonders hohem Maß zum Transport Kranker und Verwundeter“ geeignet.
Seit Anfang des 20. Jahrhunderts wurden Großraumwagen im Nahverkehr allgemein üblich und begannen sich auch im Fernverkehr zu verbreiten. Hochgeschwindigkeitszüge bestehen oft nur noch aus Großraumwagen.
Die Sitze in Großraumwagen sind in Sitzgruppen gegenüber (vis-à-vis) oder hintereinander, teils mit in Fahrtrichtung drehbaren Sitzen, angeordnet; es gibt auch gemischte Anordnungen. Einander gegenüberliegende Sitze können mit festen Tischen ausgestattet sein, bei hintereinander angeordneten Sitzen gibt es oft Klapptische in der Rückenlehne.
Großraumwagen sind fast immer mit Wagenübergängen ausgestattet. Ursprünglich waren dies offene Bühnen an den Wagenenden, seit Ende des 19. Jahrhunderts sind die Übergänge meist mit Faltenbalg oder Gummiwulst geschützt.